# Benati S.p.A.
La société BENATI S.p.A. a été un important groupe industriel italien comprenant des sociétés productrices d'engins de terrassement pour les travaux publics. La société a été créée à Imola en 1961 par Renato Bacchini.
Après le décès brutal de son fondateur et dirigeant le 26 septembre 1983, la société a été vendue au groupe industriel dirigé par Guidalberto Guidi en février 1987 puis revendue à la filiale du groupe Fiat spécialisée dans les engins de travaux publics, Fiat Geotech qui l'a ensuite été intégrée dans la division New Holland Construction du groupe CNH Global, filiale de Fiat Group S.p.A..
Le groupe Benati comprenait, depuis sa création, un ensemble de sociétés spécialisées dans la fabrication de différents matériels de terrassement pour les travaux publics mais également, pour les constructeurs extérieurs, des composants mécaniques et oléodynamiques.
Le Groupe, pendant toute son existence indépendante, a connu des mutations surprenantes et un développement assez remarquable. Les modèles portant la marque BENATI ont cessé définitivement d'être commercialisées après le 31 décembre 1995. Ces machines sont encore très recherchées aujourd'hui sur le marché mondial de l'occasion, c'est dire la qualité de ces produits.
La société principale était "BENATI S.p.A., qui fabriquait des pelles mécaniques sur chenilles jusqu'à 90 tonnes. C'était aussi l'entreprise en tête du groupe qui assurait la commercialisation dans le monde entier de toute la production, y compris celle de ses filiales.
La société "BEN" produisait des pelles mécaniques sur pneus, la société "Mond-BEN" des tracto-pelles, était le principal concurrent de JCB. 

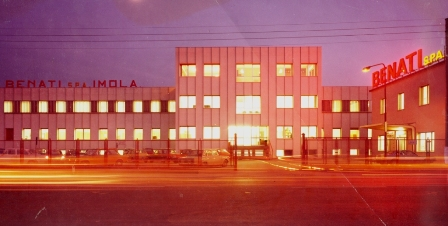
Benati - Le siège social et l'usine -Imola- 1985

La gamme des tracto-pelles était l'élément prépondérant dans la production du groupe et c'est certainement ce qui a décidé Fiat Group à racheter le groupe BENATI SpA.

## Histoire

### Les origines
La première entreprise Benati, entreprise familiale, a été créée en 1887 à Imola par Andrea Benati, un artisan devenu entrepreneur à la fin du XIXe siècle. Cette petite entreprise familiale fabriquait des machines agricoles, notamment des charrues pour le labourage, dont la production perdura jusqu'à la fin des années 1950. 
En 1960, Renato Bacchini rachète cette petite entreprise et crée la société Benati SpA le 14 avril 1961. La nouvelle entité va connaître une totale révolution avec la conception et la production de machines lourdes et puissantes pour les travaux publics. Au tout début, la société commença son activité en utilisant les bases de matériels agricoles et les transformant pour une utilisation dans les terrassements. C'est ainsi qu'est né la première pelle mécanique hydraulique Benati, la MAX 70 avec, l'année suivante, la MAX 80. L'entreprise a conçu et fabriqué tous les éléments mécaniques et hydrauliques, sauf le moteur. Les grands constructeurs de l'époque ont aussi fait appel à cette nouvelle société pour améliorer et concevoir des évolutions de leurs produits comme Caterpillar, International Harvester et Allis-Chalmers notamment. Benati a transformé, pour Massey-Ferguson, le tracteur agricole sur roues MF 745 et y adapta une benne de 400 litres pour une utilisation en chargeuse.
Renato Bacchini, ancien officier des Alpini et pilote dans l'aviation italienne, était un chef d'entreprise visionnaire qui développa la société et créera le groupe BENATI SpA qui touchera toutes les spécialités liées à la fabrication d'engins de terrassements de sa conception, jusqu'à la mécanique hydraulique.
La gamme s'enrichit rapidement avec les pelles mécaniques sur pneus, la gamme "GM". Dès le milieu des années 1960, le groupe BENATI avait acquis une solide réputation, non seulement en Italie, mais aussi dans beaucoup de pays européens où il exportait ses produits ainsi que dans les pays de l'Est, en particulier l'ex-Yougoslavie et la Bulgarie, toujours à la recherche de matériel robuste et fiable. 
C'est à la fin des années 1960 que Renato Bacchini décide de créer autant de sociétés qu'il y a de gammes de produits différents. C'était à n'en pas douter, une idée très novatrice pour l'époque.

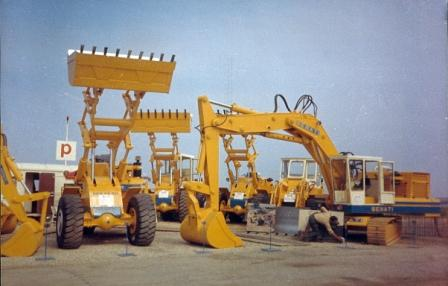
Exposition à la Foire de Plovdiv - Bulgarie - 1970

Dans les années 1970, il signe un accord de cession de licences avec la société argentine Tortone SA, installée à Córdoba dans la province de Córdoba, pour la production de machines de construction Benati.

## Composition du groupe BENATI SpA
- BENATI SpA - Chef de file du groupe

Créée à Imola le 14 avril 1961, disposait d'un terrain de 107 000 m² et 22 000 m² d'ateliers. 16 filiales de vente en Italie et de nombreuses agences à l'étranger.
- BEN SpA

Créée à Bubano di Mordano près de Bologne le 29 mars 1969, disposait d'un terrain de 54 000 m² et de 8 000 m² d'ateliers.
- Ma.Ter SpA

Créée à Bubano dI Mordano Bologne le 29 mars 1969, disposait d'un terrain de 14 000 m² et de 5 000 m² d'ateliers.
- Mond-Ben SpA

Créée à Portomaggiore près de Ferrare le 7 août 1969, disposait d'un terrain de 74 000 m² et de 8 000 m² d'ateliers.
- Benati Usa Inc.

Créée à Upper Marlboro - Maryland (États-Unis) le 3 juillet 1985. Cette société traitait la vente du matériel BENATI aux États-Unis et au Canada.
- Benati U.K. LTD

Cette société gérait la commercialisation de la gamme BENATI en Grande Bretagne.
- Faco Oleodinamica SpA

Société du groupe qui assurait la production et la commercialisation des composants oléodynamiques auprès des autres constructeurs mondiaux.
- Unit SpA

Société du Groupe qui assurait la production et la production et la  commercialisation des composants mécaniques.
Après le décès brutal de son Président et fondateur le 26 septembre 1983, la société a été vendue au groupe Fiat en 1990 qui a poursuivi la production des modèles dans l'usine Benati. Les contraintes de rentabilité ont abouti à la fermeture de ce site industriel le 31 décembre 1995.

## Benati Group Srl
Malgré la disparition de la marque et de toute référence sur les matériels conçus à l'aide des brevets Benati, ces matériels restent très recherchés par les professionnels sur le marché mondial de l'occasion. C'est pourquoi, la fille de Renato Bacchini, Isabella Maria Bacchini, a décidé de faire revivre le nom Benati et de créer, en décembre 2010, la société Benati Group Srl. Ce nouveau constructeur d'engins de chantier s'est spécialisé dans les engins de petite taille, la gamme des mini engins : mini pelle et mini chargeuse. La société assure également, en parallèle avec le réseau Fiat & Case, la fourniture de pièces de rechange et la maintenance de tous les matériels Benati d'ancienne génération.
- modèles actuels :
  - mini pelles à chenillettes : BEN 14 IM, 16 IM, 28 IM, 38 IM, 55 IM, 60 IM,
  - mini pelles sur roues avec 3 bras et 4 articulations : BEN 70 IMR, 80 IMR[2]
  - mini chargeuses sur roues BEN SKL 35[3] & sur chenillettes BEN SKL 45.

## Les engins Benati d'ancienne génération
- Pelles mécaniques sur chenilles
  - 90 CS/CSB - version CS lancée en 1979 et CSB en 1985, petite pelle mécanique hydraulique aussi produite sous licence par Guria en Espagne et Tortone en Argentine, a aussi été commercialisée sous les marques Etec, Benmac et Demag. Moteur Perkins, poids 10,0 tonnes,
  - 120 CSB
  - 140 CSB
  - 160 Imola CSB - 1985, moteur Perkins,
  - 190 CSB - 1983, pelle mécanique moyenne, moteur 6 cylindres Perlins 136 ch ou Fiat type 8365, godet 1,4 m3, poids 22,0 tonnes,
  - 230 CSB
  - 270 CSB
  - 310 CSB - 1983, grosse pelle mécanique avec moteur 6 cylindres Fiat type 8200, 9,8 litres, 201 ch, profondeur maximale de tranchée 6,40 mètres, largeur chenilles 600 et 900 mm,
  - 370 CSB - 1984, grosse pelle mécanique avec moteur 6 cylindres Fiat-Iveco type 8210, 13,8 litres, godet standard 2,85 m3, poids 41,0 tonnes,
  - 450 CSB
  - 525 CSB - 1982, grosse pelle mécanique, moteur V8 Fiat-Iveco type 8280 de 17,2 litres 360 ch, 58 tonnes,
  - 610 CSB - 1980-90, c'est la grosse pelle mécanique la plus vendue de la marque, moteur Fiat-Iveco V8 de 17,2 litres 360 ch, largeur 3,30 mètres, poids 60,0 tonnes,
  - 910 CSB - 1981-90, c'est la plus grosse pelle hydraulique fabriquée par un constructeur en Italie, 102 tonnes. Moteur Fiat 6 cylindres type 8210, 13,8 litres, 260 ch.

- Dernière série de pelles mécaniques sur chenilles de la marque
  - 3.08 BHS - 1990-95, petite pelle avec moteur Perkins, poids 8 tonnes,
  - 3.15 BHS
  - 3.16 BHS - 1992-95, moteur Fiat, godet 1,0 m3, poids 16,0 tonnes,
  - 3.18 BHS
  - 3.20 BHS - 1991-95, moteur Fiat type 8061 122 ch, godet 1,3 m3, poids 20,0 tonnes,
  - 3.21 BHS - 1991-95, moteur Fiat 150 ch, poids 24,0 tonnes.
  - 3.22 BHS - 1990-95, moteur 6 cylindres FPT ou Fiat-Cummins 5,9 litres 155 ch, godet standard 1,5 m3, poids 23,5 tonnes,
  - 3.26 BHS - 1994-99, grosse pelle, godet standard 2,0 m3, moteur Iveco 200 ch,
  - 3.28 BHS - 1989-95, grosse pelle, godet standard 2,0 m3, moteur Fiat-AIFO 180 ch, poids 30,0 tonnes,
  - 3.30 BHS - 1995-99, grosse pelle, godet standard 2,0 m3, moiteur Fiat-Cummins 180 ch, poids 30,5 tonnes,
  - 3.45 BHS - 1994-99, plusieurs composants sont issus de modèles Fiat-Hitachi (ex SIMIT) de la même période.

- Pelles mécaniques sur roues
  - 125 RSB
  - 145 RSB
  - 195 RSB

- Chargeuses sur roues châssis fixe
  - 35 - 1963-68, première chargeuse 4×2 de la marque utilisant le châssis étroit d'un tracteur agricole Benati, en 2 versions, avec les roues arrière ou avant motrices, 2 moteurs au choix VM Motori 30 Ch ou Slanzi 34 Ch, godet standard de 400 litres. Ce modèle était plutôt destiné à un usage industriel avec équipement de déplacement spécial des charges,
  - 50R - 1967-70, chargeuse 4×2, un des rares modèles Benati avec moteur Ford de 55 Ch, le châssis a aussi été utilisé pour une version tractopelle avec un moteur Fiat ou Perkins,

- Chargeuses sur roues châssis fixe "gamme GM" (1968-80)
  - 10 GM - plus petit modèle 4×4 de la gamme GM avec un moteur Perkins de 87 ch (passé à 110 ch en 1974), godet de 1,1 m3, poids 8,5 tonnes,
  - 15 GM - moteur 6 cylindres Perkins de 130/140 Ch, godet standard de 1,6 m3, poids 11,0 tonnes, 1re chargeuse 4x4 de la marque,
  - 18 GM - moteur 6 cylindres Fiat-OM de 165 ch, godet standard de 2,0 m3, poids 12,0 tonnes,

- Chargeuses sur roues châssis articulé
  - 19 - 1979-82,
  - 20 - 1969-84, c'est la 1ère chargeuse articulée 4×4 de la marque. Moteur V6 GM de 195/210 ch, godet standard de 2,5 m3,
  - 22/S/SB - 1970-84, peu après la 20 avec choix des moteurs : Fiat, Perkins ou Deutz 200/210 ch, godet standard 3,2 m3, remplacée en 1980 par la 22 SB. Disponible en version pousseur sur roues 22A,
  - 25 - 1977-86, chargeuse moyenne, moteur Fiat 6 cylindres type 8210 de 13,8 litres, 260 ch, godet standard 4,0 m3, poids 25,0 tonnes,
  - 35 - 1981-86, grosse et puissante chargeuse mais de dimensions inférieures à la 40, moteur V8 Fiat type 8280 17,2 litres 360 ch, godet standard 5,4 m3, poids 30,5 tonnes,
  - 40 - 1975-84, c'est la plus grosse chargeuse fabriquée en Europe avec un moteur V12 GM de 476 ch et un godet standard de 6,4 m3 et un poids à vide de 40 tonnes, fabriquée jusqu'en 1984, peut être équipée de pinces à grumes, remplacée par la 40 SB,
  - 9/B/SB - 1981-90, c'est le plus petit modèle de cette série, moteur Fiat 90 ch, godet 1,45 m3. remplacée en 1983 par la 9B avec moteur Fiat 92 ch et en 1985 par la 9 SB moteur Fiat 101 ch, poids 8,2 tonnes,
  - 12/B/SB - 1979-89 en version de base, chargeuse moyenne, moteur Fiat ou Deutz 110 ch, godet standard 1,4 m3, remplacée en 1980 par la 12B et en 1984 par la 12 SB équipée d'un moteur Fiat type 8061 5,5 litres 115 Ch, godet 1,7 m3, poids 8,0 tonnes,
  - 16 S/SB - 1978-89, chargeuse 4×4 moyenne, moteur Fiat-OM 125 ch, godet standard 2,3 m3, poids 9,5 tonnes, remplacée par la 16 SB en 1984 avec moteur Fiat type 8361, 8,1 litres.
  - 19 /SB - 1979-84
  - 22 /SB - 1970-89
  - 25 SB Turbo - 1986-91, grosse chargeuse, moteur Fiat 6 cylindres 260 ch, godet standard 4,0 m3, poids 25,5 tonnes,
  - 35 SB - 1986-90, grosse chargeuse de 30,5 tonnes, moteur V8 Fiat 17,2 litres 360 ch, godet standard de 5,4 m3.
  - 40 SB - 1981-90, la plus grosse chargeuse fabriquée en Europe, moteur Detroit Diesel 475 ch, poids 43,0 tonnes et un godet standard de 6,5 m3. Il faut aller aux USA pour trouver un plus gros matériel. Largeur 3,20 mètres.

- Dernière gamme de chargeuses sur roues lancées en 1989/90
  - 5.08 - 1989-95
  - 5.10 - 1988-95
  - 5.12 - 1990-95
  - 5.15 - 1990-95
  - 5.20/B - 1989-95 - chargeuse moyenne 4×4 articulée de 9,6 tonnes avec moteur Fiat 120 ch, godet standard de 1,7 m3,
  - 5.25/B - 1989-95 - chargeuse moyenne 4×4 articulée de 12,3 tonnes avec moteur Fiat 145 ch, godet standard de 2,3 m3,
  - 5.30/B - 1989-99 - grosse chargeuse 4×4 articulée de 15,7 tonnes avec moteur Fiat 195 ch, godet standard de 2,8 m3,
  - 5.40/B - 1991-95 - grosse chargeuse articulée 4×4 de 22 tonnes avec moteur Fiat 260 ch, godet standard de 3,6 m3, le plus gros modèle de la dernière série de matériels construit par Benati.

- Chargeuses sur chenilles et Bulldozers
  - 60 PSB
  - 130 PSB - 1988-95, chargeuse avec moteur Fiat type 8345.05 130 ch, godet 2,5 m3,
  - 7.16 - 1987-95, chargeuse avec moteur Fiat 135 ch,
  - 8.14

- Tractopelles
  - 1800
  - 1900 Turbo - 1988-95, 4 roues motrices, godet de 1,0 m3, moteur Fiat 102 ch, 7,7 tonnes, profondeur de travail en tranchée 4,67 mètres,
  - 2000 PSB - 1975-84, 1er tractopelle 4×4 au monde avec 4 roues motrices et directrices de mêmes dimensions,
  - 2000 USA - version adaptée pour le marché américain.
  - 2.19 turbo - 1991, 4 roues motrices,  godet de 1,0m3, moteur Perkins 90 ou 100 ch, 7.7 tonnes, profondeur de travail en tranchée 4,6u mètres,

- Compacteurs déchets
  - 16 CB
  - 19 CB
  - 22 CB
  - 22 CD

- Engins pour aciéries
  - IM 9 B
  - IM 10 B
  - IM 14
  - IM 25
  - IM 30

- Engins spéciaux
  - Chargeuses sur chenilles ou sur roues pour grumes
  - Équipements ferroviaires